# Udea coranialis
Udea coranialis là một loài bướm đêm trong họ Crambidae.